# Caryobruchus gleditsiae
Caryobruchus gleditsiae là một loài bọ cánh cứng trong họ Bruchidae. Loài này được Johansson & Linnaeus mô tả khoa học năm 1763.